# 안티오키아 공국
안티오키아 공국(라틴어: Principatus Antiochenus, 노르만어: Princeté de Antioch)은 현대 터키와 시리아의 일부를 포함하는 제1차 십자군 기간 동안 창설된 십자군 국가 중 하나였다. 공국은 에데사 백국이나 예루살렘 왕국보다 훨씬 작았다. 그것은 날짜에 따라 지중해의 북동쪽 가장자리를 따라 확장되어 남쪽으로는 트리폴리 백국, 동쪽으로는 에데사, 북서쪽으로는 동로마 제국 또는 아르메니아 왕국과 접해 있었다.
12세기에는 대략 20,000명의 주민이 거주했는데, 이들 중 대부분은 아르메니아인과 그리스 정교회 기독교인이었고, 안티오키아 도시 외부에는 소수의 무슬림도 있었다. 그곳에 정착한 대부분의 십자군은 노르만 출신으로, 특히 이탈리아 남부의 노르만 왕국 출신이었으며, 공국의 첫 번째 통치자들도 충성스러운 신하들로 둘러싸여 있었다. 이 도시는 1100년에 설립된 안티오키아 라틴 총대주교청의 관할권에 있었음에도 불구하고 십자군을 제외한 주민 중 로마 가톨릭 신자는 거의 없었다. 이 총대주교청은 십자군 전쟁 이후 1964년에 폐지될 때까지 명목상 총대주교청으로 존속했다.

## 역사

### 공국의 성립과 확대
제1차 십자군 원정 이전 안티오키아는 셀주크 왕조의 총독 야기 산이 다스리던 400여개의 탑과 성벽으로 이루어진 난공불락의 성채도시였다(다만 셀주크 왕조 정복이전부터 그리스인 주민도 많아 동로마 제국은 이곳을 제국 고유의 영토라고 생각해 셀주크 왕조로부터 회복하기를 고대했다). 제1차 십자군 원정 시 보두앵 1세(후에 예루살렘의 왕이됨)와 에데사의 조슬랭 1세가 십자군 본대에서 떨어져 나와 동쪽으로 진격하여 에데사를 점령하는 동안 십자군 본대는 남쪽으로 진격하여 안티오키아를 공격하였다.
안티오키아 공략에 활약했던 남 이탈리아의 노르만인 봉건영주 타란토의 보에몽은 공략중 이 도시의 소유를 공언하여 1098년 6월 3일 반년간의 포위전 끝에 안티오키아를 점령하는 데 성공했다. 하지만 오랜 공성전에 지친 십자군은 미친 듯이 안티오키아 성내의 무슬림들을 학살하였다. 보에몽은 안티오키아를 수도로 삼아 안티오키아 공국을 건설하고, 십자군의 본래 목적이던 예루살렘 공략에는 참가하지 않고, 안티오키아 공국의 확립에 전념했다.
함락된 지 4일 후 모술의 이슬람군이 안티오키아에 도착해 다시 안티오키아를 탈환하기 위한 공성전을 벌였고 비잔티움 황제 알렉시우스 1세는 안티오키아의 십자군을 도우러 군대를 이끌고 원정나섰다가 이미 이슬람군에 함락되었다는 오보를 듣고 회군하게 된다.
안티오키아의 십자군은 홀로 외롭게 이슬람군의 줄기찬 공격을 힘겹게 막아내고 있었는데 승리는 이상하게 찾아왔다. 은자 피에르가 롱기누스의 창을 발견했다고 주장한 것이다. 십자군은 고무되었고, 승리했다. 그런데 이슬람군이 너무 쉽게 퇴각하는 것이다. 사실 승리의 이유는 따로 있었다. 이슬람 원군의 사령관 카르부카는 엄청난 독재자라, 무슬림들도 그를 싫어했다. 그래서 무슬림들은 전투 때 카르부카를 십자군 앞에 던져놓고 돌아가 버렸다. 이것이 안티오키아 승리의 이유였다.
이슬람군의 공격을 물리치자 이번엔 안티오키아의 지배권을 놓고 십자군 사이에 내분이 일어났는데 보에몽의 이탈리아 출신 노르만족이 결국 지배권을 가지게 되었다. 보에몽은 이미 콘스탄티노폴리스에서 비잔티움의 황제에게 충성을 서약하였지만 서약을 깨고 다른 십자군 경쟁자를 물리친 후 독자적으로 공작의 지위에 올랐고 이로써 안티오키아 공국이 성립하게 되었다.

### 초기의 역사
1100년 보에몽은 다니슈멘드의 이슬람군과 싸우다가 다시 한번 포로가 되었고, 보에몽이 없는 대신 그의 조카 탕크레드가 공국의 섭정을 맡게 되었다. 탕크레드는 비잔티움 제국의 타르수스와 라타키아를 공격하여 공국의 영토를 넓혔다. 1103년 보에몽은 풀려났으나 탕크레드를 계속 공국의 섭정으로 앉히고 이탈리아로 돌아가 군사를 모으고 1107년 비잔티움 제국을 침공하였다. 1108년 비잔티움 제국령인 두라초(현재의 알바니아 두러스)에서 벌어진 전투에서 패하고 황제 알렉시오스 1세와 강화를 맺었는데 십자군 원정을 떠날 때 콘스탄티노폴리스에서 황제에게 맹세했던 충성 서약을 다시 한번 확인하고 보에몽이 죽으면 안티오키아 공국을 비잔티움 제국에 반환한다는 조건을 내걸었다. 보에몽은 다시 돌아와 에데사 백국의 보두앵 2세와 에데사의 조슬랭 1세과 알레포에서 싸웠으나 보두앵과 조슬랭은 또다시 이슬람군의 포로가 되고 탕크레드는 에데사 백국의 섭정을 겸하게 되었다. 보에몽은 1111년 이탈리아로 돌아가 거기서 죽었다.
보에몽이 죽자 황제 알렉시우스 1세는 탕크레드에게 안티오키아 공국을 반환하라고 요구했지만 탕크레드는 트리폴리 백국, 예루살렘 왕국 등 이웃 십자군 국가들의 지원을 받아 이를 거절했다. 탕크레드는 1112년 죽었고 그 뒤를 이어 탕크레드의 조카 살레르모의 루지에로의 섭정하에 보에몽 2세가 공국을 받았다.
루지에로는 1119년 이슬람과의 전투에서 죽었고 공국은 다시 예루살렘의 보두앵 2세의 섭정으로 넘어갔다가 다시 보두앵의 어린 딸 안티오키아의 콩스탕스와 그의 남편 안티오키아의 레몽에게로 상속되었다. 레몽은 비잔티움 제국의 킬리키아를 공격했으나 비잔티움 황제 요한네스 2세의 반격을 받았고 요한네스는 1138년 안티오키아까지 진격했다. 그러나 에데사의 조슬랭 2세가 반란을 일으켜 비잔티움 군은 돌아가야 했고 요한네스는 모든 십자군 국가를 복속한다는 꿈을 실현하지 못하고 1143년 4월 8일 죽었다.

## 십자군 전쟁과 공국의 몰락
1144년 에데사 백국이 무너지고 안티오키아 공국은 제2차 십자군 전쟁기간 내내 누르 앗 딘과 전쟁을 벌였다. 1149년 레몽이 하림 전투에서 죽고 콩스탕스는 샤티용의 레날드와 결혼하였는데 레날드는 비잔티움 제국을 또다시 침범했다가 비잔티움 황제 마누엘 1세 콤네누스에게 패하여 안티오키아 공국은 비잔티움 제국의 봉토가 되었다. 1180년 황제 마누엘 1세가 죽자 안티오키아는 이슬람 세력을 견제해줄 방패막이 없어졌다.
이때부터 안티오키아 공국은 외부적으로는 십자군 전쟁에서 중요한 역할을 하지 못하고 내부적으로는 공국의 지배권을 놓고 내분에 휩싸였다. 1187년 살라흐 앗 딘의 예루살렘 공격 당시 안티오키아는 이탈리아 도시국가들의 연합함대의 도움으로 무사했지만 이어 벌어진 제3차 십자군 전쟁 때는 아무런 역할을 하지 못했다. 레몽과 콩스탕스의 아들인 보에몽 3세가 공국을 지배했고 그의 아들 보에몽 4세는 하틴 전투 이후 트리폴리 백국의 섭정이 되었다. 1201년 보에몽 3세가 죽자 보에몽 4세와 형제 레몽 뤼펭은 공국의 지배권을 놓고 다투었다. 그사이 보에몽 5세와 보에몽 6세를 거치는 동안 제5차 십자군, 신성로마제국의 프리드리히 2세의 제6차 십자군, 프랑스의 루이 9세의 제7차 십자군 전쟁이 일어났지만 안티오키아 공국은 아무런 역할을 하지 못했다.
1254년 오랜 내분을 끝내고 보에몽 6세가 정권을 잡았지만 맘루크 왕조의 이슬람과 몽골의 전쟁으로 안티오키아는 위협받았다. 맘루크의 술탄 바이바르스는 몽골을 격파하고 몽골의 영향에 있던 안티오키아를 1268년에 점령하였다. 이로써 안티오키아 공국은 멸망하였다.

## 안티오키아 공작 목록
- 보에몽 1세 1098년–1111년
  - 탕크레드, 갈릴리 공작, 섭정, 1100년–1103년; 1105년–1112년
- 보에몽 2세 1111년–1130년
  - 살레르노의 루지에로, 섭정, 1112년–1119년
  - 예루살렘의 보두앵 2세, 섭정, 1119년–1126년; 1130년–1131년
- 콩스탕스 1130년–1163년
  - 예루살렘의 풀크, 섭정, 1131년–1136년
- 레몽 1136년–1149년 (결혼에 의함)
- 샤티용의 레날드 1153년–1160년 (결혼에 의함)
- 보에몽 3세 1163년–1201년
  - 트리폴리의 레몽 4세 1193년–1194년 (섭정)
- 보에몽 4세 1201년–1216년
- 안티오키아의 레몽 뤼펭 1216년–1219년
- 보에몽 4세 (복위됨) 1219년–1233년
- 보에몽 5세 1233년–1251년
- 보에몽 6세 1251년–1268년